# Неферу ІІІ
Неферу (укр. Красуня) — давньоєгипетська цариця 12-ї династії. Вона була донькою Аменемхета I (1991—1962 рр. до н. е.), сестрою-дружиною Сенусерта I (1971—1926 рр. до н. е.) і матір'ю Аменемхета II.
| nfr | nfr | nfr | B1 |

| nfr | nfr | nfr | B1 |

Неферу III — одна з чотирьох відомих дітей Аменемхета I. Вона вийшла заміж за свого брата Сенусерта і, наскільки відомо, була його єдиною дружиною. Вона згадується як його дружина в «Історії Сінухе». Її ім'я з'являється на фрагментах піраміди її батька в Лішті та в каплиці її сина Серабіт ель-Хадім, яка була побудована як пам'ятник Сенусерту I. У неї була піраміда в комплексі пірамід її чоловіка, але можливо, що вона була похована не там, а а радше в Дахшурі, біля її сина.
Її титули були: царська дочка; Дружина царя ; Царська мати.